# Kazumasa Nagai
Kazumasa Nagai (jap. 永井 一正, Nagai Kazumasa; * 20. April 1929 in Ōsaka) ist ein japanischer Grafiker und Plakatdesigner.

## Leben und Werk
Er war Mitbegründer des Nippon Design Centers (1960), dem er bis 2001 vorsaß.
Während seine früheren Arbeiten konstruiert waren und kühl-abstrakt wirkten, änderte er Mitte der 1980er Jahre, um sich nicht selbst zu wiederholen, seinen Stil radikal und erlangte mit seinen handgezeichneten Bildern von Tieren und Pflanzen erneut Ruhm.
Im Jahr 1964 war er Teilnehmer der documenta III in Kassel in der Abteilung Graphik, seit 1966 ist er Mitglied in der Alliance Graphique Internationale (AGI).
Für die Olympischen Winterspiele 1972 in Sapporo erwarf Nagai das Visuelle Erscheinungsbild.
Kazumasa Nagai wurde vielfach ausgezeichnet: Japan Advertising Artists Club (JAAC) Members Award, Japan Advertising Award Yamana Prize, Yusaku Kamekura Award, Masaru Katsumi Memorial Award, Recommended Artist’s Award des japanischen Bildungsministeriums, Ehrenmedaillen der japanischen Regierung, Goldmedaille der Internationalen Plakatbiennale Warschau.
1989, 1993 und 2004 widmeten ihm die Ginza Graphic Gallery in Tokyo und die ddd Gallery in Osaka (heute Kyoto) Einzelausstellungen und eine Publikation in der Buchreihe World Graphic Design.